# Allerbach (Schleifbach)
Der Allerbach, der Oberlauf wird die Beeke genannt, ist ein etwa 3 Kilometer langer, orographisch rechter beziehungsweise südlicher Zufluss des Schleifbachs im Gebiet der Gemeinde Wennigsen und der Städte Gehrden und Barsinghausen in der Region Hannover in Niedersachsen (Deutschland).

## Geographie
Der Allerbach entsteht als die Beeke aus Gräben in der Feldmark am Lichtenberg östlich des Wennigser Ortsteils Wennigser Mark im Landschaftsschutzgebiet Norddeister (LSG H 00023), fließt in nördliche Richtung und unterquert die Deisterbahn. Im Landschaftsschutzgebiet Langreder Mark (LSG H 00071) nimmt er das Wasser aus dem wenige Meter langen Abfluss der Rehrenbornquelle auf und passiert eine ehemalige Deponie. Von Gehölzen gesäumt durchquert er auf zum Gehrdener Stadtteil Redderse gehörendem Gebiet das frühere Westerholz.
Der vom zuständigen Unterhaltungsverband betreute Bachverlauf beginnt erst östlich des Barsinghäuser Stadtteils Egestorf. Von hier fließt der Allerbach begradigt entlang eines Feldwegs und mündet südlich von Langreder in den Schleifbach.

## Sehenswürdigkeiten und Bauwerke
Am Rehrenborn  steht die als Naturdenkmal geschützte alte Rehrenborneiche.
Beim Ausbau der Deisterbahn wurde die Querung des Bahndamms um einen Fußgängertunnel erweitert. Kurz vor Beginn des vom Unterhaltungsverband unterhaltenen Bachabschnitts passiert der Bach ein Modellfluggelände.